# Mesjasz (oratorium)

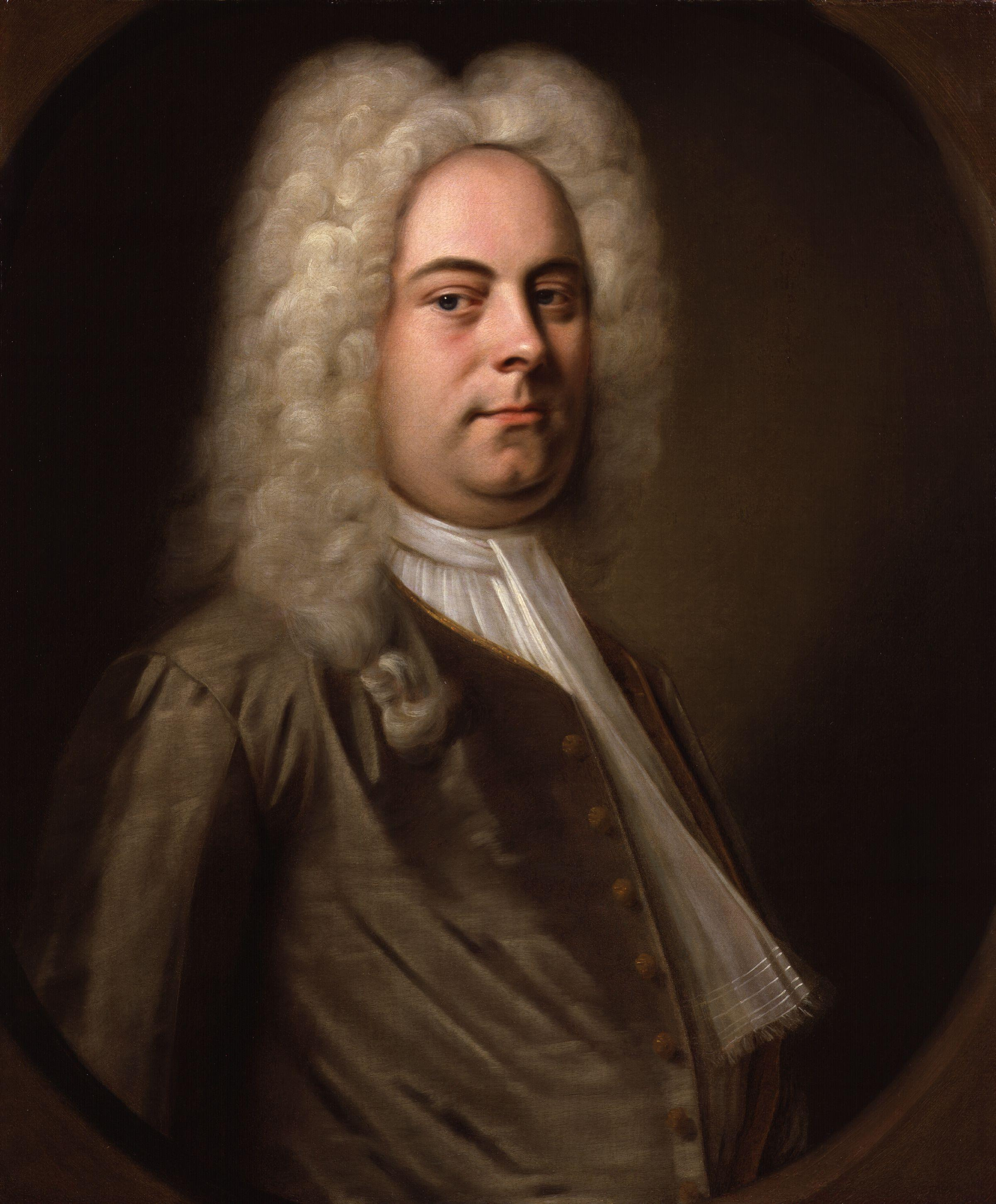
Georg Friedrich Händel, obraz autorstwa Balthasara Dennera (1727)

Mesjasz (HWV 56) – oratorium skomponowane w 1741 roku przez Georga Friedricha Händla. Jest to najpopularniejsza kompozycja Händla, a słynny chór "Hallelujah" z tego oratorium zalicza się do jego najbardziej rozpoznawalnych kompozycji. Dzieło to przyniosło kompozytorowi światową sławę i niezmiennie w każdej epoce przyjmowane jest z zachwytem. Stawiane jest na równi z Pasją według św. Mateusza J.S. Bacha.
Mesjasz powstał w zaledwie dwa tygodnie, między 29 VIII a 14 IX 1741 roku, w czasie szczególnym dla kompozytora, kiedy to narosłe wokół Händla intrygi zniechęcały go do dalszego komponowania. Postanawiając opuścić na zawsze Anglię (w której dziś uważany jest za narodowego kompozytora), przyjął zaproszenie do Irlandii, na koncerty w Dublinie. Irlandczykom, w podziękowaniu za ofiarowaną gościnę, zadedykował nowe oratorium Mesjasz. Premiera odbyła się w Dublinie 13 kwietnia 1742 roku.
Już podczas próby generalnej irlandzcy krytycy zgodnie pisali, że jest to najdoskonalsza kompozycja wszech czasów. Ale sukces dubliński nie został powtórzony w Londynie, gdzie oratorium zostało wystawione pod zmienionym tytułem A sacred oratorio (1743). Początkowe niepowodzenie dzieła spowodowane było przede wszystkim kwestiami religijnymi (oratorium złożone z cytatów z Pisma Świętego wystawiane w operze przez zespół teatralny). Dopiero po roku 1750 Mesjasz został w Anglii przyjęty z aplauzem.
Tekst oratorium, złożony z 52 ogniw, jest zaczerpnięty z wersetów Pisma Świętego (głównie ksiąg prorockich Starego Testamentu, ale również z Nowego Testamentu). Ich wyboru i zestawienia dokonał Charles Jennens.
Dzieło podzielone jest na trzy części:
- pierwsza jest zapowiedzią przyjścia Mesjasza,
- druga opowiada o życiu, śmierci i zmartwychwstaniu Mesjasza,
- trzecia mówi o misji zbawienia ludzkości.

Wykonanie trudnej technicznie kompozycji wiązało się każdorazowo z trudnościami w dobraniu odpowiednich wykonawców. Dlatego niektóre fragmenty, w zależności od ich możliwości, były wielokrotnie zmieniane przez samego Händla, a później przez innych kompozytorów. W związku z tym powstało kilka wersji Mesjasza. Wśród nich jest opracowanie Wolfganga Amadeusa Mozarta oraz wersja Friedricha Chrysandra – biografa i znawcy muzyki Händla. Wersja Foundling Hospital z 1754 roku (przygotowana dla cyklu koncertów charytatywnych mających wspomóc The London Foundling Hospital) zalicza się do źródłowych partytur tego oratorium.
Najbardziej znanym fragmentem Mesjasza jest chór Hallelujah. Podczas jego wykonania obecny na koncercie król Jerzy II wstał z miejsca, a wraz z nim cała publiczność. Na pamiątkę tego zdarzenia tradycja ta została zachowana w Wielkiej Brytanii i kontynuowana jest w niektórych krajach europejskich (m.in. w Polsce).

## Struktura dzieła
Part I. Część pierwsza
| 1. Sinfony (instrumental) | 1 Sinfonia |
| 2. Recitativo (tenor): Comfort ye My people, saith your God. Speak ye comfortably to Jerusalem, and cry unto her, that her warfare is accomplish'd, that her iniquity is pardon'd. The voice of him that crieth in the wilderness: Prepare ye the way of the Lord, make straight in the desert a highway for our God. /lsaiah 40:1-3 | |
| 3. Aria (tenor): Ev'ry valley shall be exalted, and ev'ry mountain and hill made low, the crooked straight and the rough places plain. /Isaiah 40:4 | 3. Niech się podniosą wszystkie doliny, a wszystkie góry i wzgórza obniżą; równiną niechaj się staną urwiska, a strome zbocza niziną gładką. /Iz 40,4 |
| 4. Chorus: And the glory of the Lord shall be revealed. And all flesh shall see it together, for the mouth of the Lord hath spoken it. /lsaiah 40:5 | 4. Wtedy się chwała Pańska objawi, razem ją wszelkie ciało zobaczy, bo usta Pańskie to powiedziały». /Iz 40,5 |
| 5. Recitativo (bass): Thus saith the Lord of Hosts: Yet once, a little while, and I will shake the heav'ns and the earth, the sea and the dry land, and I will shake all nations, and the desire of all nations shall come. /Haggai 2:6-7 The Lord, whom ye seek, shall suddenly come to His temple, ev'n the messenger of the Covenant, whom ye delight in; behold he shall come, saith the Lord of Hosts. /Malachi 3: 1 | 5. Bo tak mówi Pan Zastępów: Jeszcze raz, [a jest to] jedna chwila, a Ja poruszę niebiosa i ziemię, morze i ląd. Poruszę wszystkie narody, tak że napłyną kosztowności wszystkich narodów. /Ag 2, 6-7 a potem nagle przybędzie do swej świątyni Pan, którego wy oczekujecie, i Anioł Przymierza, którego pragniecie. Oto nadejdzie, mówi Pan Zastępów. /Ml 3,1 |
| 6. Aria (alto): But who may abide the day of His coming, and who shall stand when He appeareth? For he is like a refiner's fire. /Malachi 3:2 | 6. Ale kto przetrwa dzień Jego nadejścia i kto się ostoi, gdy się ukaże? Albowiem On jest jak ogień złotnika. /Ml 3,2 |
| 7. Chorus: And He shall purify the sons of Levi, that they may offer unto the Lord an offering in righteousness. /Malachl 3:3 | 7. I oczyści synów Lewiego, (...) a wtedy będą składać Panu ofiary sprawiedliwe. /Ml 3,3 |
| 8. Recitativo (alto): Behold, a virgin shall conceive and bear a son, and shall call his name Emmanuel, "God with us". /Isaiah 7:14; Matt. 1:23 | 8. Oto Dziewica pocznie i porodzi Syna, któremu nadadzą imię Emmanuel, to znaczy: "Bóg z nami". /Iz 7,14 Mt1,23 |
| 9. Aria (alto), Chorus: O thou that tellest good tidings to Zion, get thee up into the high mountain, o thou that tellest good tidings to Jerusalem, lift up thy voice with strength, lift it up, be not afraid, say unto the cities of Judah: Behold your God! /lsaiah 40:9 Arise, shine for thy light is come, and the glory of the Lord is risen upon thee. /Isaiah 60: 1 | 9. Wstąpże na wysoką górę, zwiastunko dobrej nowiny5 w Syjonie! Podnieś mocno twój głos, zwiastunko dobrej nowiny w Jeruzalem! Podnieś głos, nie bój się! Powiedz miastom judzkim: «Oto wasz Bóg!» /Iz 40,9 Powstań! Świeć, bo przyszło twe światło i chwała Pańska rozbłyska nad tobą. /Iz 60,1 |
| 10. Recitativo (bass): For, behold, darkness shall cover the earth, and gross darkness the people: but the Lord shall arise upon thee, and His glory shall be seen upon thee. And the Gentiles shall come to thy light, and kings to the brightness of thy rising. /Isaiah 60:2-3 | 10. Bo oto ciemność okrywa ziemię i gęsty mrok spowija ludy, a ponad tobą jaśnieje Pan, i Jego chwała jawi się nad tobą. I pójdą narody do twojego światła, królowie do blasku twojego wschodu. /Iz 60,2-3 |
| 11. Aria (bass): The people that walked in darkness have seen a great light. And they that dwell in the land of the shadow of death, upon them hath the light shined. /Isaiah 9:1 | 11. Naród kroczący w ciemnościach ujrzał światłość wielką; nad mieszkańcami kraju mroków światło zabłysło. / Iz 9,1 |
| 12. Chorus: For unto us a Child is born, unto us a Son is given, and the government shall be upon His shoulder, and His Name shall be called: Wonderful, Counsellor, The Mighty God, The Everlasting Father, The Prince of Peace! /lsaiah 9:5 | 12. Albowiem Dziecię nam się narodziło, Syn został nam dany, na Jego barkach spoczęła władza. Nazwano Go imieniem: Przedziwny Doradca, Bóg Mocny, Odwieczny Ojciec, Książę Pokoju! /Iz 9,5 |
| 13. Pifa (Pastoral Symphony, instrumental) | 13 Pifa |
| 14a. Recitativo (soprano): There were shepherds abiding in the field, keeping watch over their flocks by night. /Luke 2:8 14b. And Io, the angel of the Lord carne upon them and the glory of the Lord shone round about them and they were sore afraid. /Luke 2:9 15. And the angel said unto them: Fear not; for behold, I bring you good tidings of great joy, which shall be to all people. For unto you is born this day, in the city of David, a Saviour, which is Christ the Lord. /Luke 2: 10-11 16. And suddenly there was with the angel a multitude of the heav'nly host, praising God and saying: /Luke 2:13 | 14a. W tej samej okolicy przebywali w polu pasterze i trzymali straż nocną nad swoją trzodą. /Łk 2,8 14b. Naraz stanął przy nich anioł Pański i chwała Pańska zewsząd ich oświeciła, tak że bardzo się przestraszyli. /Łk 2,9 15. Lecz anioł rzekł do nich: «Nie bójcie się! Oto zwiastuję wam radość wielką, która będzie udziałem całego narodu: dziś w mieście Dawida narodził się wam Zbawiciel, którym jest Mesjasz, Pan. /Łk 2,10-11 16. I nagle przyłączyło się do anioła mnóstwo zastępów niebieskich, które wielbiły Boga słowami: /Łk 2,13 |
| 17. Chorus: Glory to God in the highest, and peace on earth, goodwill towards men! /Luke 2:14 | 17. «Chwała Bogu na wysokościach, a na ziemi pokój ludziom Jego upodobania» /Łk 2,14 |
| 18. Aria (soprano): Rejoice greatly, O daughter of Zion, Shout, O daughter of Jerusalem, behold, thy King cometh unto thee. [He is the righteous Saviour], and He shall speak peace unto the heathen. /Zechariah 9:9-10 | 18. Raduj się wielce, Córo Syjonu, wołaj radośnie, Córo Jeruzalem! Oto Król twój idzie do ciebie (...). [On jest sprawiedliwym Zbawicielem, który (...)pokój ludom obwieści. /Za 9,9-10 |
| 19. Recitativo (alto): Then shall the eyes of the blind be open'd, and the ears of the deaf unstopped; then shall the lame man leap as a hart, and the tongue of the dumb shall sing. /Isaiah 35 : 5-6 | 19. Wtedy przejrzą oczy niewidomych i uszy głuchych się otworzą. Wtedy chromy wyskoczy jak jeleń i język niemych wesoło krzyknie. /Iz 35,5-6 |
| 20. Duetto (soprano, alto): He shall feed His flock like a shepherd, and He shall gather the lambs with His arm; and carry them in His bosom, and gently lead those that are with young. /lsaiah 40 : 11 Come unto him all ye that labour and are heavy laden, and He will give you rest. Take his yoke upon you, and learn of Him, for He is meek and lowly of heart, and ye shall find rest unto your souls. /Matthew 11: 28-29 | 20. Podobnie jak pasterz pasie On swą trzodę, gromadzi [ją] swoim ramieniem, jagnięta nosi na swej piersi, owce karmiące prowadzi łagodnie. /Iz 40,11 Przyjdźcie do Mnie wszyscy, którzy utrudzeni i obciążeni jesteście, a Ja was pokrzepię. Weźcie moje jarzmo na siebie i uczcie się ode Mnie, bo jestem cichy i pokorny sercem, a znajdziecie ukojenie dla dusz waszych. /Mt 11,28-29 |
| 21. Chorus: His yoke is easy and his burden is light. /Matthew 11:30 | 21. Albowiem jarzmo moje jest słodkie, a moje brzemię lekkie». /Mt 11,30 |

Part II. Część druga
| 22. Chorus Behold the Lamb of God, that taketh away the sin of the world. /John 1:29 | 22. Oto Baranek Boży, który gładzi grzech świata. /J 1,29 |
| 23. Aria (alto) He was despised and rejected of men, a man of sorrows, and acquainted with grief. /lsaiah 53 :3 He gave His back to the smiters, and His cheeks to them that plucked off the hair: He hid not His face from shame and spitting. /lsaiah 50:6 | 23. Wzgardzony i odepchnięty przez ludzi, Mąż boleści, oswojony z cierpieniem. /Iz 53,3 Podał grzbiet swój bijącym i policzki swe rwącym Mu brodę. Nie zasłonił swej twarzy przed zniewagami i opluciem. /Iz 50,6 |
| 24. Chorus Surely He hath borne our griefs and carried our sorrows; He was wounded for our transgressions, He was bruised for our iniquities; the chastisement of our peace was upon him. /lsaiah 53:4 | 24. Lecz On się obarczył naszym cierpieniem, On dźwigał nasze boleści, a myśmy Go za skazańca uznali, chłostanego przez Boga i zdeptanego. Lecz On był przebity za nasze grzechy, zdruzgotany za nasze winy. Spadła Nań chłosta zbawienna dla nas. /Iz 53,4-5                                                                                               |
| 25. Chorus And with His stripes we are healed. /Isaiah 53 :5 | 25. A w Jego ranach jest nasze zdrowie. /Iz 53,5 |
| 26. Chorus All we like sheep have gone astray, we have turned ev'ry one to his own way; and the Lord hath laid on Him the iniquity of us all. /Isaiah 53 :6 | 26. Wszyscyśmy pobłądzili jak owce, każdy z nas się obrócił ku własnej drodze, a Pan zwalił na Niego winy nas wszystkich. /Iz 53,6 |
| 27. Recitativo (tenor) All they that see Him, laugh Him to scorn: they shoot out their lips, and shake their heads, saying: /Psalm 22 :8 | 27. Szydzili z niego wszyscy, którzy na niego patrzyli, rozwierali wargi, potrząsali głową: /Ps 22,8 |
| 28.Chorus He trusted in God that He would deliver him: let Him deliver him, if He delight in Him. /Psalm 22 :9 | 28. «Zaufał Panu, niechże go wyzwoli, niechże go wyrwie, jeśli go miłuje». /Ps 22,9 |
| 29. Recitativo (tenor) Thy rebuke hath broken His heart; He is full of heaviness. He looked for same to have pity on Him, but there was no man, neither found He any to comfort Him. /Psalm 69:21 | 29. Hańba złamała jego serce i sił mu zabrakło, na współczującego czekał, ale go nie było, i na pocieszających, lecz ich nie znalazł. /Ps 69,21 |
| 30. Arioso (tenor) Behold, and see if there be any sorrow like unto His sorrow! /Lamentations 1: 12 | 30. Przyjrzyjcie się, patrzcie, czy jest boleść podobna do tej jego? /Lm 1,12 |
| 31. Recitativo (tenor) He was cut off out the land of the living; for the trangressions of Thy people was He stricken. /lsaiah 53 :8 | 31. Zgładzono Go z krainy żyjących; za grzechy mego ludu został zbity na śmierć. /Iz 53,8 |
| 32. Aria (tenor) But Thou didst not leave His soul in hell; nor didst Thou suffer thy Holy One to see corruption. /Psalm 16: 10 | 32. Bo nie pozostawisz mojej duszy w Szeolu i nie dozwolisz, by wierny Tobie zaznał grobu. /Ps 16,10 |
| 33. Chorus Lift up your heads, O ye gates, and be ye lift up, ye everlasting doors, and the King of Glory shall come in! Who is the King of Glory? The Lord strong and mighty, the Lord mighty in battle. Lift up your heads, O ye gates, and be ye lift up, ye everlasting doors, and the King of Glory shall come in. Who is the King of Glory? The Lord of Hosts, He is the King of Glory. /Psalm 24:7-10 | 33. Bramy, podnieście swe szczyty i unieście się, prastare podwoje, aby mógł wkroczyć Król chwały. Któż jest tym Królem chwały? Pan, dzielny i potężny, Pan, potężny w boju. Bramy, podnieście swe szczyty i unieście się, prastare podwoje, aby mógł wkroczyć Król chwały. Któż jest tym Królem chwały? To Pan Zastępów: On sam Królem chwały. /Ps 24,7-10 |
| 34. Recitativo (tenor) Unto which of the angels said He at any time: thou art my Son, this day have I begotten Thee? /Hebrews 1:5 | 34. Do którego bowiem z aniołów powiedział kiedykolwiek: Ty jesteś moim Synem, Jam Cię dziś zrodził /Hbr 1,5 |
| 35. Chorus Let all the angels of God worship him. /Hebrews 1:6 | 35. Niech Mu oddają pokłon wszyscy aniołowie Boży! /Hbr 1,6 |
| 36. Aria (soprano, alto, or bass) Thou art gone up on high, Thou hast led captivity captive, and received gifts for men, yea, even for Thine enemies, that the Lord God might dwell among them. /Psalm 68: 18; Ephesians 4:8. | 36. Rydwanów Bożych jest tysiące tysięcy: to Pan do świątyni przybywa z Synaju. Wstąpiwszy do góry wziął do niewoli jeńców, rozdał ludziom dary. /Ps 68,18, I Ef 4,8 |
| 37. Chorus The Lord gave the word: Great was the company of the preachers. /Psalms 68:12 | 37. Pan wypowiedział słowo: Wielka będzie kompania zwiastunów pomyślnych nowin. /Ps 58 ,12 |
| 38. Aria (soprano) How beautiful are the feet of them that preach the gospel of peace, and bring glad tidings of good things. /Romans 10:15 | 38. Jak piękne stopy tych, którzy zwiastują dobrą nowinę, którzy ogłaszają pokój, zwiastują szczęście. /Rz 10,15, Iz 52,7 |
| 39. Chorus Their sound is gone out into all lands, and their words unto the ends of the world. /Romans 10:18 | 39. Po całej ziemi rozszedł się ich głos, aż na krańce świata ich słowa. /Rz 10,18 |
| 40. Aria (bass) Why do the nations so furiously rage together, and why do the people imagine a vain thing? The kings of the earth rise up, and the rulers take counsel together against the Lord and against His anointed. /Psalm 2:1-2 | 40. Dlaczego narody się buntują, czemu ludy knują daremne zamysły? Królowie ziemi powstają i władcy spiskują wraz z nimi przeciw Panu i przeciw Jego Pomazańcowi. /Ps 2,1-2 |
| 41. Chorus Let us break their bonds asunder, and cast away their yokes from us. /Psalm 2:3 | 41. Stargajmy Ich więzy i odrzućmy od siebie Ich pęta! /Ps 2,3 |
| 42. Recitativo (tenor) He that dwelleth in heaven shall laugh them to scorn, the Lord shall have them in derision. /Psalm 2:4 | 42. Śmieje się Ten, który mieszka w niebie, Pan się z nich naigrawa. /Ps 2,4 |
| 43. Aria (tenor) Thou shalt break them with a rod of iron; Thou shalt dash them in pieces like a potter's vessel. /Psalm 2:9 | 43. Żelazną rózgą będziesz nimi rządzić i jak naczynie garncarza ich pokruszysz. /Ps 2,9 |
| 44. Chorus Hallelujah, for the Lord God Omnipotent reigneth, Hallelujah! The Kingdoms of this world are become the Kingdoms of our Lord and of His Christ, and He shall reign for ever and ever, Hallelujah! King of Kings, and Lord of Lords, and He shall reign for ever and ever, Hallelujah! /Revelation 19:6, 11:15, 19:16                                                                              | 44. Alleluja, bo zakrólował Pan Bóg nasz wszechmogący, Alleluja! Nastało nad światem królowanie Pana naszego i Jego Pomazańca i będzie królować na wieki wieków! Alleluja! KRÓL KRÓLÓW I PAN PANÓW, królować będzie na wieki wieków' Alleluja! /Ap 19,6, 11,15, 19,16                                                                                       |

Part III.  Część trzecia
| 45. Aria (soprano) I know that my Redeemer liveth, and that He shall stand at the latter day upon the earth. And tho' worms destroy this body, yet in my flesh shall I see God. /Job 19:25-26, For now is Christ risen from the dead, the first fruits of them that sleep. /I Corinthians 15:20                                     | 45. Wiem bowiem, Odkupiciel mój żyje, a w dzień ostateczny powstanę z ziemi. I znów obleczon będę w skórę moją, i w ciele moim oglądać będę Boga mego. /Hi 19,25-26 Tymczasem jednak Chrystus zmartwychwstał jako pierwszy spośród tych, co pomarli. /I Kor 15,20                               |
| 46. Chorus Since by man came death, by man came also the resurrection of the dead. For as in Adam all die, Even so in Christ shall all be made alive. /I Corinthians 15:21-22 | 46. Ponieważ bowiem przez człowieka (przyszła) śmierć, przez człowieka też (dokona się) zmartwychwstanie. I jak w Adamie wszyscy umierają, tak też w Chrystusie wszyscy będą ożywieni. /I Kor 15,21-22                                                                                          |
| 47. Recitativo (bass) Behold, I tell you a mystery; we shall not all sleep, but we shall all be chang'd, in a moment, in the twinkling of an eye, at the last trumpet. /I Corinthians 15:51-52 | 47. Oto ogłaszam wam tajemnicę: nie wszyscy pomrzemy, lecz wszyscy będziemy odmienieni. W jednym momencie, w mgnieniu oka, na dźwięk ostatniej trąby. /I Kor 15,51-52 |
| 48. Aria (bass) The trumpet shall sound, and the dead shall be rais'd incorruptible, and we shall be chang'd. For this corruptible must put on incorruption, and this mortal must put on immortality. /I Corinthians 15 :52-53 | 48. Zabrzmi bowiem trąba - umarli powstaną nienaruszeni, a my będziemy odmienieni. Trzeba, ażeby to, co zniszczalne, przyodziało się w niezniszczalność, a to, co śmiertelne, przyodziało się w nieśmiertelność. /I Kor 15,52-53                                                                |
| 49. Recitativo (alto) Then shall be brought to pass the saying that is written, Death is swallow'd up in victory. /I Corinthians 15: 54 | 49. Wtedy sprawdzą się słowa, które zostały napisane: Zwycięstwo pochłonęło śmierć. /I Kor 15,54 |
| 50. Duetto (alto and tenor) O death, where is thy sting? O grave, where is thy victory? The sting of death is sin, and the strength of sin is the law. /I Corinthians 15:55-56 | 50. Gdzież jest, o śmierci twoje zwycięstwo? Gdzież jest, o śmierci, twój oścień? Ościeniem zaś śmierci jest grzech, a siłą grzechu Prawo. /I Kor 15,55-56 |
| 51. Chorus But thanks be to God, who giveth us the victory through our Lord Jesus Christ. /I Corinthians 15 : 57 | 51. Bogu niech będą dzięki za to, że dał nam odnieść zwycięstwo przez Pana naszego Jezusa Chrystusa. /I Kor 15,,57 |
| 52. Aria (soprano) If God be for us, who can be against us? Who shall lay anything to the charge of God's elect? It is God that justifieth. Who is he that condemneth? It is Christ that died, yea rather, that is risen again, who is at the right hand of God, who maketh intercession for us. /Romans 8:31/33-34                 | 52. Jeżeli Bóg z nami, któż przeciwko nam? Któż może wystąpić z oskarżeniem przeciw tym, których Bóg wybrał? Któż może wydać wyrok potępienia? Gdy Chrystus Jezus, który poniósł (za nas) śmierć, co więcej - zmartwychwstał, siedzi po prawicy Boga i jest naszym orędownikiem. /Rz 8,31/33-34 |
| 53. Chorus Worthy is the Lamb that was slain, and hath redeemed us to God by His blood, to receive power, and riches, and wisdom, and strength, and honour, and glory, and blessing. Blessing and honour, glory and pow'r be unto Him that sitteth upon the throne, and unto the Lamb, for ever and ever. Amen. /Revelation 5:12-14 | 53. Baranek zabity jest godzien wziąć potęgę i bogactwo, i mądrość, i moc, i cześć, i chwalę, i błogosławieństwo. Zasiadającemu na tronie i Barankowi błogosławieństwo i cześć, i chwała, i moc, na wieki wieków. /Ap 5,12-13 Amen. /Ap 5,14                                                    |

Numeracja części oratorium jest zgodna z partyturą wokalną Novello (1959), opracowaną przez Watkinsa Shawa.
Tekst polski na podstawie Biblii Tysiąclecia.

## Posłuchaj
| (audio)                                      | \| (info) \| \| \| \| (info) \| \| \| \| (info) \| \| \| \| (info) \| \| \| \| (info) \| \| \| \| (info) \| \| \| \| (info) \| \| \| \| (info) \| \| \| \| (info) \| \| \| \| (info) \| \| \| \| (info) \| \| \| \| (info) \| \| \| \| (info) \| \| \| \| (info) \| \| \| \| (info) \| \| \| \| (info) \| \| \| \| (info) \| \| \| \| (info) \| \| \| \| (info) \| \| \| \| (info) \| \| \| \| (info) \| \| \| \| (info) \| \| \| \| (info) \| \| \| \| (info) \| \| \| \| (info) \| \| \| \| (info) \| \| \| \| (info) \| \| \| \| (info) \| \| \| \| (info) \| \| \| \| (info) \| \| \| \| (info) \| \| \| \| (info) \| \| \| \| (info) \| \| \| \| (info) \| \| \| \| (info) \| \| \| \| (info) \| \| \| \| (info) \| \| \| \| (info) \| \| \| \| (info) \| \| \| \| (info) \| \| \| \| (info) \| \| \| \| (info) \| \| \| \| (info) \| \| \| \| (info) \| \| \| \| Problem ze ściągnięciem pliku? Zobacz pomoc. \| |
| (info)                                       | |
|                                              | |
| (info)                                       | |
|                                              | |
| (info)                                       | |
|                                              | |
| (info)                                       | |
|                                              | |
| (info)                                       | |
|                                              | |
| (info)                                       | |
|                                              | |
| (info)                                       | |
|                                              | |
| (info)                                       | |
|                                              | |
| (info)                                       | |
|                                              | |
| (info)                                       | |
|                                              | |
| (info)                                       | |
|                                              | |
| (info)                                       | |
|                                              | |
| (info)                                       | |
|                                              | |
| (info)                                       | |
|                                              | |
| (info)                                       | |
|                                              | |
| (info)                                       | |
|                                              | |
| (info)                                       | |
|                                              | |
| (info)                                       | |
|                                              | |
| (info)                                       | |
|                                              | |
| (info)                                       | |
|                                              | |
| (info)                                       | |
|                                              | |
| (info)                                       | |
|                                              | |
| (info)                                       | |
|                                              | |
| (info)                                       | |
|                                              | |
| (info)                                       | |
|                                              | |
| (info)                                       | |
|                                              | |
| (info)                                       | |
|                                              | |
| (info)                                       | |
|                                              | |
| (info)                                       | |
|                                              | |
| (info)                                       | |
|                                              | |
| (info)                                       | |
|                                              | |
| (info)                                       | |
|                                              | |
| (info)                                       | |
|                                              | |
| (info)                                       | |
|                                              | |
| (info)                                       | |
|                                              | |
| (info)                                       | |
|                                              | |
| (info)                                       | |
|                                              | |
| (info)                                       | |
|                                              | |
| (info)                                       | |
|                                              | |
| (info)                                       | |
|                                              | |
| (info)                                       | |
|                                              | |
| (info)                                       | |
|                                              | |
| (info)                                       | |
|                                              | |
| (info)                                       | |
|                                              | |
| Problem ze ściągnięciem pliku? Zobacz pomoc. | |

## Źródła
Numeracja i tytuły części: https://en.wikipedia.org/wiki/Messiah_(Handel)
Tekst angielski: https://ru.wikipedia.org/wiki/%D0%9C%D0%B5%D1%81%D1%81%D0%B8%D1%8F_(%D0%BE%D1%80%D0%B0%D1%82%D0%BE%D1%80%D0%B8%D1%8F)
Tekst polski i angielski:
Program koncertu w Lublinie 20.12.2011 w Bazylika o.o. Dominikanów, CHÓR I ORKIESTRA TRYBUNAŁU KORONNEGO W LUBLINIE
http://www.e-teatr.pl/pl/programy/2015_02/65118/mesjasz_lublin_2011.pdf
Program koncertu Oratorium Mesjasz  1,2.03.2019 w Filharmonii Krakowskiej 
Tekst polski na podstawie Biblii Tysiąclecia, http://biblia.deon.pl/